# Abhijna

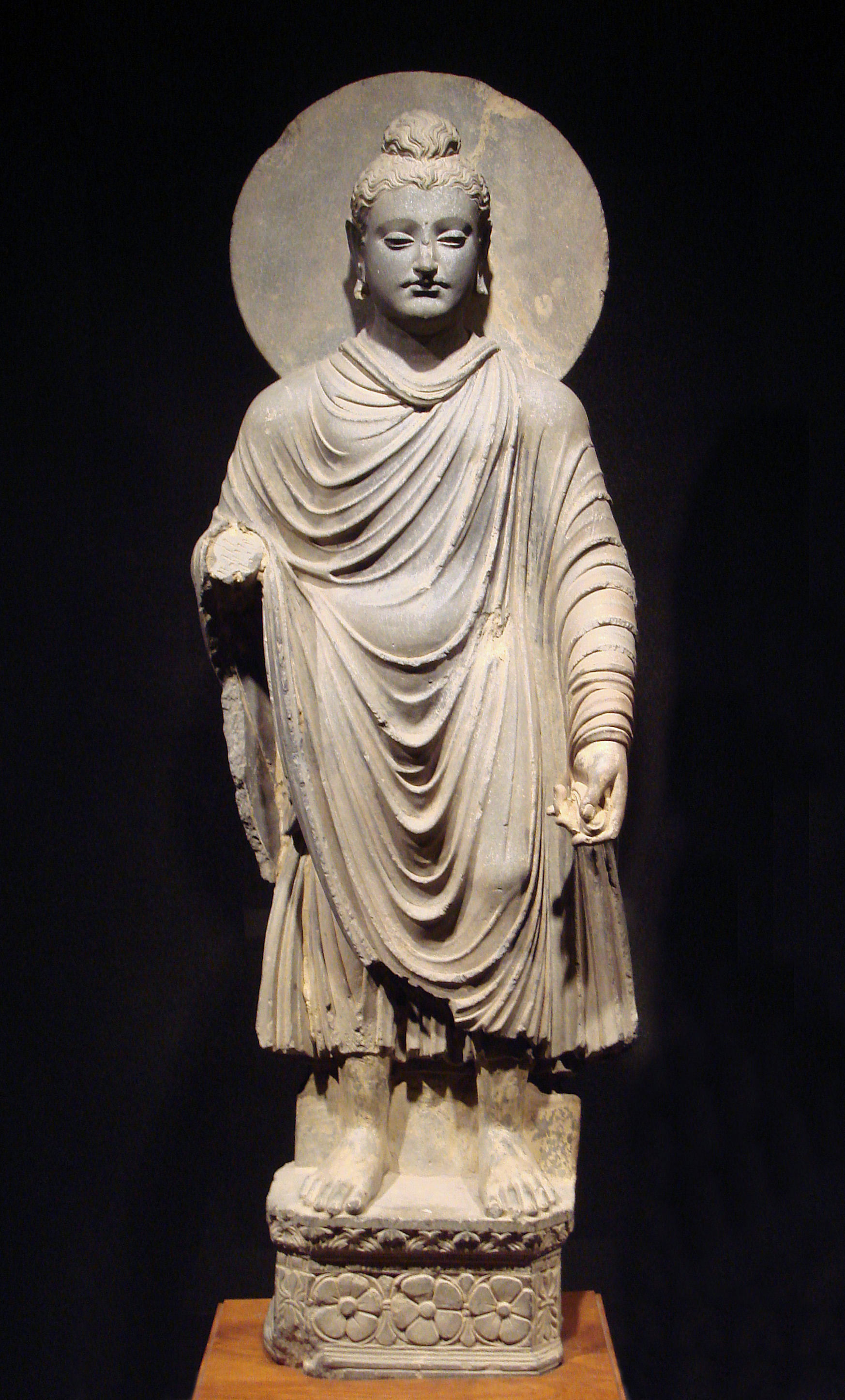

 Abhijna o Iddhi (logro), en la filosofía budista significa conocimiento y hace referencia en el contexto del budismo Theravada a una serie de supuestas habilidades de origen psíquico logradas a través de la meditación profunda denominada dhyana (absorción mental en nociones) o el desarrollo de la ruta (Iddhipada).
Esas habilidades son consideradas ilusorias o cambiantes (maya) dentro del budismo pero en el espacio-tiempo permiten el control de la naturaleza y la superación de las leyes físicas. Se considera que tales capacidades aparecen con la consecución del cuarto dhyana (equanimidad) y el cultivo de la mente (Bhavana) que conduce al quinto dhyana prajñā (sabiduría) dando como resultado la comprensión de los elementos en sus niveles más profundos. Esto trae el entendimiento de la mente original como presencia vacua y no-dual shuniata, estado de budeidad en la que todas las cosas surgen en ella como condicionadas porque existen solo en potencial. Este concepto de vacuidad fue muy desarrollado filosóficamente en todas las escuelas budistas a partir de la noción de la no existencia de individualidad (anātman) y la explicación del surgimiento dependiente (pratītyasamutpāda). De modo que no es posible encontrar nada en el mundo que tenga una naturaleza propia y por lo tanto para el budismo Hinayana, el mundo es ilusorio, como teorizó Nāgārjuna.

## Dos tipos de logros a través del dhyana
1. Habilidades manifiestas (Iddhi-vidha). El poder sobre lo manifiesto y sus transformaciones, capacidad de crear, alterar acontecimientos, transpenetración con lo manifiesto, etc.
2. Extinción de los intoxicantes mentales.[8] Esta habilidad sólo es adquirida por los Boddhisattvas y Arahants que han logrado la comprensión final y el nirvana.[9]

## Viraddha Sutta, SN 51,2
El Viraddha Sutta, SN 51,2 el Buda afirma:

aquellos que han dejado de lado las cuatro bases para el poder espiritual (Iddhipada) han descubierto el noble camino que conduce a la destrucción completa del sufrimiento. Aquellos que se han llevado a cabo las cuatro bases para el poder espiritual, han emprendido el noble camino que conduce a la destrucción del sufrimiento.

## Pubba Sutta, SN 51,11
El Pubba Sutta, SN 51,11 el Buda afirma:

Cuando las cuatro bases se han desarrollado y cultivado la conciencia a su estado de pureza original y omnipotencia, de esta manera, el maneja los distintos tipos de poder espiritual. Después de haber sido uno, se convierte en muchos, habiendo sido muchos, se convierte en uno, que aparece y desaparece, se va sin obstáculos a través de una pared, a través de una muralla, a través de una montaña, como si a través del espacio, se sumerge dentro y fuera de la tierra como si fuera agua, camina sobre el agua y el espacio sin hundirse, como si se tratara de la tierra; sentado con las piernas cruzadas, viaja en el espacio como un pájaro con sus manos lo que toca y acaricia la luna y el sol tan fuerte y poderoso, que ejerce el dominio con el cuerpo en el mundo de Brahma.